# Alekséi Ivájnenko
Alekséi Grigórievich Ivájnenko (en ucraniano: Олексíй Григо́рович Іва́хненко; en ruso: Алексей Григо́рьевич Ива́хненко); (30 de marzo de 1913 - 16 de octubre de 2007) fue un matemático soviético y ucraniano especialmente conocido por desarrollar el método de agrupamiento para el manejo de datos (GMDH), un método de aprendizaje estadístico inductivo, por el cual a veces se lo conoce como el «padre del aprendizaje profundo».

## Educación
Oleksiy nació en Kobeliaky (Poltava) en una familia de maestros. En 1932 se graduó de la Escuela de Electrotecnia en Kiev y trabajó durante dos años como ingeniero en la construcción de una gran central eléctrica en Berezniki. En 1938, después de graduarse del Instituto Electrotécnico de Leningrado, Ivájnenko trabajó en el Instituto Electrotécnico Pansoviético en Moscú. Allí, investigó los problemas de control automático en el laboratorio dirigido por Serguéi Lébedev.
Continuó investigando en otras instituciones en Ucrania después de su regreso a Kiev en 1944, y ese mismo año recibió el título de doctor (Ph.D.). Más tarde, en 1954, recibía el título en doctor en ciencia (D.Sc.). En 1964 fue nombrado Jefe del Departamento de Sistemas de Control Combinado del Centro de Cibernética de Kiev. Trabajó simultáneamente como profesor, y desde 1961, como profesor de control automático y cibernética técnica en el Instituto Politécnico de Kiev.

## Investigación
Se sabe que Ivájnenko es el fundador del modelado inductivo, un enfoque científico utilizado para el reconocimiento de patrones y la predicción de sistemas complejos. Había utilizado este enfoque durante el desarrollo del método de agrupamiento de manejo de datos (GMDH). En 1968, la revista Avtomatika publicó su artículo "Método de agrupamiento de manejo de datos - un rival del método de aproximación estocástica", marcando el comienzo de una nueva etapa en su trabajo científico. Lideró el desarrollo de este enfoque, con un equipo profesional de matemáticos e ingenieros en el Centro de Cibernética.

## Método grupal de manejo de datos
El método GMDH presenta un enfoque único para el problema del modelado e incluso una nueva filosofía para la investigación científica. Un investigador puede no adherirse precisamente a la forma deductiva tradicional de construir modelos "desde la teoría general a un modelo particular": monitorear un objeto, estudiar su estructura interna, comprender los principios físicos de su funcionamiento, desarrollar la teoría y probar la matemática modelo de un objeto. En cambio, el nuevo enfoque se propone "desde datos especificados a un modelo general": después de la entrada de datos, un investigador selecciona una clase de modelos, el tipo de generación de modelos-variantes y establece el criterio para la selección del modelo. Como la mayoría del trabajo de rutina se transfiere a una computadora, el impacto de la influencia humana en el resultado objetivo se minimiza. De hecho, este enfoque puede considerarse como una de las implementaciones de la tesis de inteligencia artificial, que establece que una computadora puede actuar como un poderoso asesor para los humanos.
El desarrollo de GMDH consiste en una síntesis de ideas de diferentes áreas de la ciencia: el concepto cibernético de "caja negra" y el principio de la selección genética sucesiva de características por pares, los teoremas de incompletitud de Gödel y el principio de Gabor de "elección de libertad de decisión", la incorrección de Adhémar y el principio de Beer de adiciones externas.
GMDH es el método original para resolver problemas de identificación estructural-paramétrica de modelos para datos experimentales con incertidumbre. Tal problema ocurre en la construcción de un modelo matemático que se aproxima al patrón desconocido del objeto o proceso investigado. Utiliza información al respecto que está implícitamente contenida en los datos. GMDH difiere de otros métodos de modelado por la aplicación activa de los siguientes principios: generación automática de modelos, decisiones no concluyentes y selección consistente por criterios externos para encontrar modelos de complejidad óptima. Tenía un procedimiento original de varias capas para la generación automática de estructura de modelos, que imita el proceso de selección biológica con la consideración de características sucesivas por pares. Tal procedimiento se usa actualmente en redes de aprendizaje profundo. Para comparar y elegir modelos óptimos, se utilizan dos o más subconjuntos de una muestra de datos. Esto hace posible evitar supuestos preliminares, porque la división de la muestra reconoce implícitamente diferentes tipos de incertidumbre durante la construcción automática del modelo óptimo.
A principios de la década de 1980, Ivájnenko había establecido una analogía orgánica entre el problema de construir modelos para datos ruidosos y señales que pasaban por el canal con ruido. Esto hizo posible sentar las bases de la teoría del modelado inmune al ruido. El principal resultado de esta teoría es que la complejidad del modelo predictivo óptimo depende del nivel de incertidumbre en los datos: cuanto mayor sea este nivel (por ejemplo, debido al ruido), más simple debe ser el modelo óptimo (con menos parámetros estimados). Esto inició el desarrollo de la teoría GMDH como un método inductivo de adaptación automática de la complejidad óptima del modelo al nivel de información en los datos difusos. Por lo tanto, GMDH a menudo se considera la tecnología de información original para la extracción de conocimiento a partir de datos experimentales.